# Сортаза Б
Сортаза Б — подтип белков класса Сортаза. Сортаза Б представляет собой полипептид из 246 аминокислот с предполагаемым N-концевым мембранным якорем и цистеином активного сайта, расположенным внутри сигнатурного мотива TLXTC сортаз.
Сортазы представляют собой закрепленный на мембране фермент, который сортирует поверхностные белки на поверхности бактериальной клетки и прикрепляет их к пептидогликану. Существуют разные типы сортаз, и каждая из них катализирует закрепление разных белков на клеточных стенках.
Очень важно, чтобы бактерии усваивали железо во время инфекции. Железо, пожалуй, является самым важным микронутриентом, необходимым для размножения бактерий и возникновения болезней. Сортазы предназначены для помощи бактериям в приобретении железа, закрепляя белки, присвивающие железо, на клеточной мембране. Сортаза Б распознает и расщепляет мотив NPQTN, который связывает IsDC для сборки зрелого пептидогликана. Фермент катализирует реакцию сортировки клеточной стенки, в которой отщепляется поверхностный белок с сигналом сортировки, содержащим мотив NXTN.
Этот фермент принадлежит к семейству пептидаз C60.

## Структура
Общая структура SrtB сохраняется у различных грамположительных бактерий. Общая структура SrtB в S. aureus, как показано на рисунке, состоит из уникальной восьмицепочечной ядерной β-цилиндрической структуры и двухспирального субдомена на N-конце.
SrtB похож по структуре на SrtA со среднеквадратичным отклонением 1,25Å, но SrtB имеет более периферические спирали Он имеет N-концевой спиральный пучок и α-спираль между β6 и β7. N-концевое расширение, присутствующее в SrtB относительно SrtA, является важным отличительным элементом. Известно, что два конца размещаются на одной стороне белка. Считается, что это приводит к различной ориентации белка на поверхности клетки, потенциально влияя на доступ к субстрату.

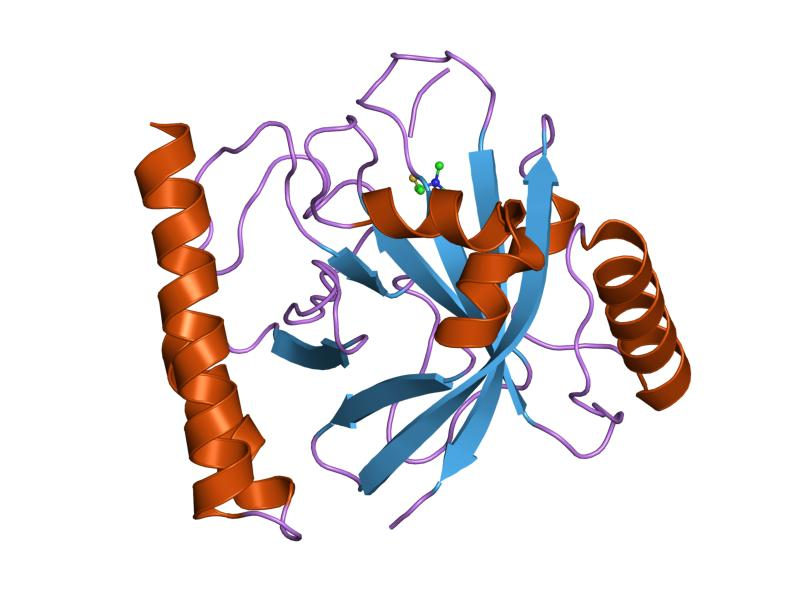
Кристаллическая структура сортазы Б в комплексе с Gly3

## Катализ
Фермент сортаза B катализирует реакцию сортировки клеточной стенки с поверхностным белком, где отщепляется сигнальный мотив NXTN. В результате С-конец белка ковалентно присоединяется к пентаглициновому мостику через амидную связь, таким образом привязывая С-конец белка А к клеточной стенке.
Он расщепляет молекулу-предшественник белка по мотиву NPQTN. Пептидная связь между T и N сортирующего мотива NPQTN расщепляется с образованием тетраэдрического ацильного промежуточного соединения. Считается, что аминогруппы пентаглициновых поперечных мостиков, связанных с молекулами-предшественниками пептидогликана липида II, функционируют как нуклеофильные, разделяющие ацильные промежуточные соединения и создавая амидную связь между поверхностным белком и липидом II с последующим включением этого промежуточного соединения в энволоп клеточной стенки.
IsDC остается похороненным внутри клеточной стенки, а не на поверхности, как IsDA и IsDB, заякоренные Sortase A. Вся эта система работает вместе, чтобы удалить железо из гемоглобина.

## Биологическая роль
Поверхностный белок грамположительных бактерий играет важную роль в патогенезе инфекций человека, таких как Псевдомембранозный энтероколит. Эти поверхностные белки опосредуют начальное прикрепление бактерий к тканям хозяина. Эти белки ковалентно связаны с пептидогликаном стенки бактериальной клетки. Поскольку все больше и больше патогенов становятся устойчивыми к антибиотикам, ингибирование сортаз может предложить новую стратегию против грамположительных бактериальных инфекций.
SrtB, в частности, привлек большое внимание и признан многообещающей мишенью и удаление его гена у грамположительных бактерий приведет к серьёзным нарушениям вирулентности. Кристаллические структуры этих ферментов SrtB из разных видов были решены с помощью лигандов / ингибиторов, связанных с их активным центром. Зная активный центр, можно разработать более эффективные терапевтические средства против этих видов бактерий.